# Cousiniopsis atractyloides
Cousiniopsis atractyloides (C.Winkl.) Nevski, 1937 è una specie di pianta della famiglia delle Asteraceae. Questa specie è anche l'unica del genere Cousiniopsis Nevski, 1937.

## Descrizione
Questa specie è formata da piccole piante erbacee annuali angiosperme dicotiledoni, spinose ma delicate. Nelle radici sono sempre presenti dei condotti resinosi, meno frequenti nelle parti aeree; mentre solamente nelle parti aeree sono presenti delle cellule latticifere.
Le foglie lungo il caule sono disposte in modo alterno. La lamina ha un contorno pennatosetto e spinuloso.
Le infiorescenze sono composte da capolini sessili e solitari sottesi da alcune brattee simili a quelle involucrali. I capolini contengono solo i fiori tubulosi i quali sono ermafroditi (capolini omogami). I capolini sono formati da un involucro a forma più o meno cilindrica composto da brattee (o squame) all'interno delle quali un ricettacolo fa da base ai fiori tutti tubulosi. Le squame dell'involucro, disposte su più serie, sono posizionate in modo embricato; quelle più esterne sono provviste di appendici spinulose, quelle interne hanno delle scariose appendici marrone. Il ricettacolo, densamente setoso, a protezione della base dei fiori è formato da scaglie laciniate.
I fiori in genere sono tutti del tipo tubuloso. I fiori sono tetra-ciclici (ossia sono presenti 4 verticilli: calice – corolla – androceo – gineceo) e pentameri (ogni verticillo ha 5 elementi). I fiori sono ermafroditi e actinomorfi.
- Formula fiorale:

- /x K {\displaystyle \infty }, [C (5), A (5)], G 2 (infero), achenio

- Calice: i sepali del calice sono ridotti ad una coroncina di squame.
- Corolla: la corolla, colorata variamente di blu, ha dei piccoli lobi arrotolati verso l'esterno.
- Androceo: gli stami sono 5 con filamenti lungmente liberi, distinti, e glabri, mentre le antere, con appendici laciniate, sono saldate in un manicotto (o tubo) circondante lo stilo.[8]
- Gineceo: lo stilo è filiforme;  gli stigmi dello stilo sono due divergenti e molto corti. L'ovario è infero uniloculare formato da 2 carpelli.

Il frutto è un achenio densamente sericeo-villoso con un pappo apicale. L'achenio ha una forma obovoide. Il pericarpo dell'achenio possiede delle sclerificazioni radiali spesso provviste di protuberanze. Il pappo è inserito su una piastra apicale (senza nettario) all'interno di una anello di tessuto parenchimatico. Il pappo è formato da due serie di scaglie membranose: quelle esterne sono lineari-lanceolate e laciniate; quelle interne sono subulate o connate.

## Biologia
- Impollinazione: l'impollinazione avviene tramite insetti (impollinazione entomogama).
- Riproduzione: la fecondazione avviene fondamentalmente tramite l'impollinazione dei fiori (vedi sopra).
- Dispersione: i semi cadendo a terra (dopo essere stati trasportati per alcuni metri dal vento per merito del pappo – disseminazione anemocora) sono successivamente dispersi soprattutto da insetti tipo formiche (disseminazione mirmecoria).

## Distribuzione
La specie di questa voce si trova nelle steppe dell'Asia centrale.

## Tassonomia
La famiglia di appartenenza di questa voce (Asteraceae o Compositae, nomen conservandum) probabilmente originaria del Sud America, è la più numerosa del mondo vegetale, comprende oltre 23.000 specie distribuite su 1.535 generi, oppure 22.750 specie e 1.530 generi secondo altre fonti (una delle checklist più aggiornata elenca fino a 1.679 generi). La famiglia attualmente (2021) è divisa in 16 sottofamiglie.
Il genere Cousiniopsis di piante angiosperme dicotiledoni appartiene alla sottotribù Cardopatiinae (tribù Cardueae, sottofamiglia Carduoideae).